# Traenheim
Traenheim (deutsch Tränheim) ist eine französische Gemeinde mit 653 Einwohnern (Stand 1. Januar 2021) im Département Bas-Rhin in der Region Grand Est (bis 2015 Elsass). Sie gehört zum Kanton Saverne und zum Gemeindeverband Mossig et Vignoble.

## Geografie
Die Gemeinde Traenheim liegt 21 Kilometer westlich von Straßburg, 15 Kilometer nördlich von Obernai und fünf Kilometer südöstlich von Wasselonne zwischen den Nachbargemeinden Westhoffen im Westen und Odratzheim im Osten. Die nördliche Gemeindegrenze bildet der Kohbach, ein linker Nebenfluss der Mossig.

## Geschichte

### Mittelalter
Tränheim war zur Hälfte ein Lehen des Reichs zur anderen Hälfte Allod, jeweils zur Hälfte der Herren von Lichtenberg und eines anderen Lehensnehmers. Zumindest im 18. Jahrhundert waren das die Herren von Flachslanden. Die Erstbelehnung der Herren von Lichtenberg erfolgte 1431. Der Lichtenberger Anteil war deren Amt Westhofen zugeordnet, zwischenzeitlich, im 15. Jahrhundert, auch deren Amt Wörth. Als 1480 mit Jakob von Lichtenberg das letzte männliche Mitglied des Hauses verstarb, wurde das Erbe zwischen seinen beiden Nichten, Anna und Elisabeth, geteilt. Anna hatte Graf Philipp I. (d. Ä.) von Hanau (1417–1480) geheiratet, über die das Amt Westhofen an die aus dieser Ehe entstehende Grafschaft Hanau-Lichtenberg kam.

### Neuzeit
In Tränheim wurde 1556 die Reformation eingeführt. Mit der Reunionspolitik Frankreichs unter König Ludwig XIV. kamen das Amt Westhofen und Tränheim unter französische Oberhoheit. Nach dem Tod des letzten Hanauer Grafen, Johann Reinhard III., fiel das Erbe – und damit auch der lichtenbergische Anteil an Traenheim – 1736 an den Sohn seiner einzigen Tochter, Charlotte, den Erbprinzen und späteren Landgrafen Ludwig (IX.) von Hessen-Darmstadt. Mit dem durch die Französische Revolution begonnenen Umbruch wurde das Amt Westhofen Bestandteil Frankreichs und in den folgenden Verwaltungsreformen aufgelöst.
Traenheim gehörte dem 1992 gegründeten Gemeindeverband Communauté de communes des Coteaux de la Mossig an, der 2017 in der Communauté de communes de la Mossig et du Vignoble aufging.

### Bevölkerungsentwicklung
| Jahr      | 1798 | 1962 | 1968 | 1975 | 1982 | 1990 | 1999 | 2006 | 2014 | 2021 |
| Einwohner | 209  | 382  | 397  | 421  | 477  | 496  | 556  | 630  | 654  | 653  |

## Sehenswürdigkeiten

### Synagogen
Das Gebäude, in dem sich die alte Synagoge befand, trägt an der Tür zum Keller die Jahreszahl 1582. 1722 wurde das Gebäude in eine Synagoge umgewandelt, die 1723 eingeweiht wurde. Die Innenwände der alten Synagoge sind mit hebräischen Inschriften, Blumen und anderer Dekoration bemalt. Es ist die einzige Synagoge mit bemalten Innenwänden im Elsass. Die alte Synagoge wurde im 19. Jahrhundert für einen Neubau aufgegeben. Die bemalte Wände der alten Synagoge wurden übertüncht und das Gebäude als Kornspeicher genutzt. Im 20. Jahrhundert wurden die Wandmalereien von der Familie des Besitzers wiederentdeckt und restauriert. 1998 wurde die alte Synagoge als Monument historique (Kulturdenkmal) klassifiziert.
1842 wurde eine neue Synagoge gebaut. 1923 verließ die letzte jüdische Familie Traenheim und das Consistoire Straßburg verkaufte die neue Synagoge, die nicht erhalten ist.

### Evangelische Kirche
Die evangelisch-lutherische Kirche wurde über einem Friedhof aus der Merowingerzeit errichtet. Von dem ursprünglichen romanischen Gebäude aus dem 12. und 13. Jahrhundert existiert heute nur noch der Glockenturm. Der gotische Chor wurde im 13. oder 14. Jahrhundert errichtet. Das Kirchenschiff wurde im 14. oder 15. Jahrhundert erneuert. Am Fenster nach Süden steht die Jahreszahl 1508.

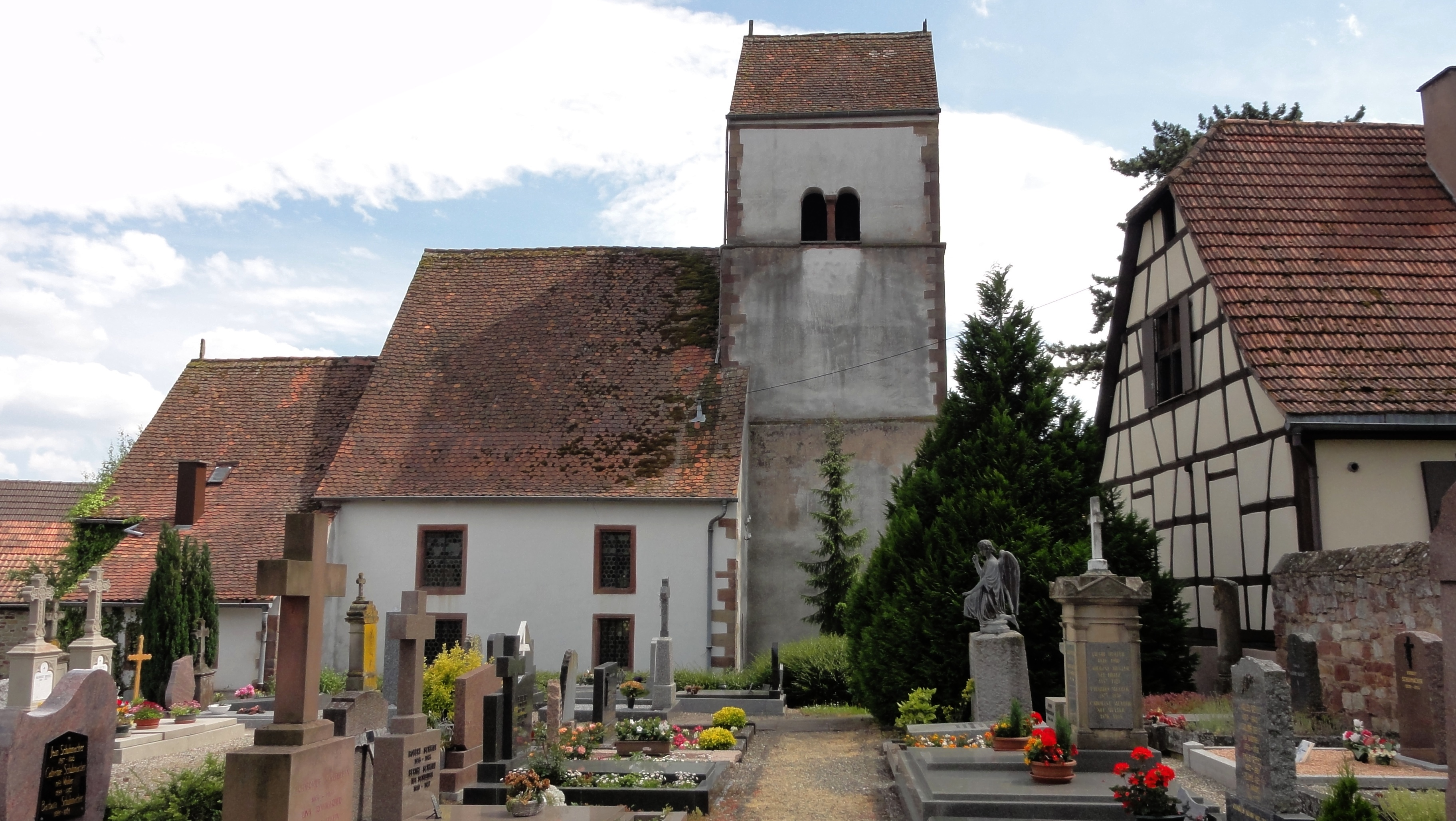
Evangelische Kirche
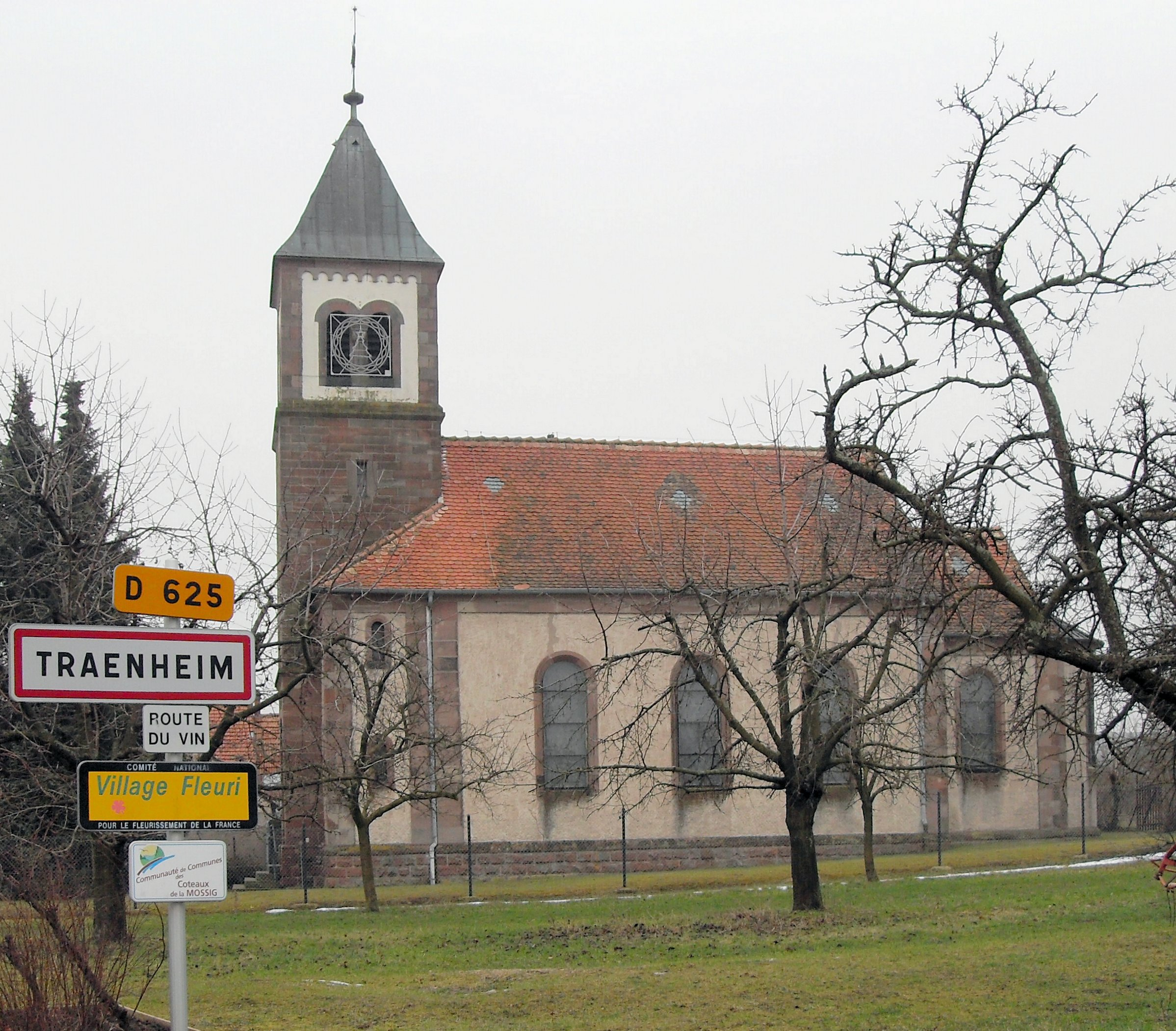
Katholische Kirche St. Peter und Paul (1912)
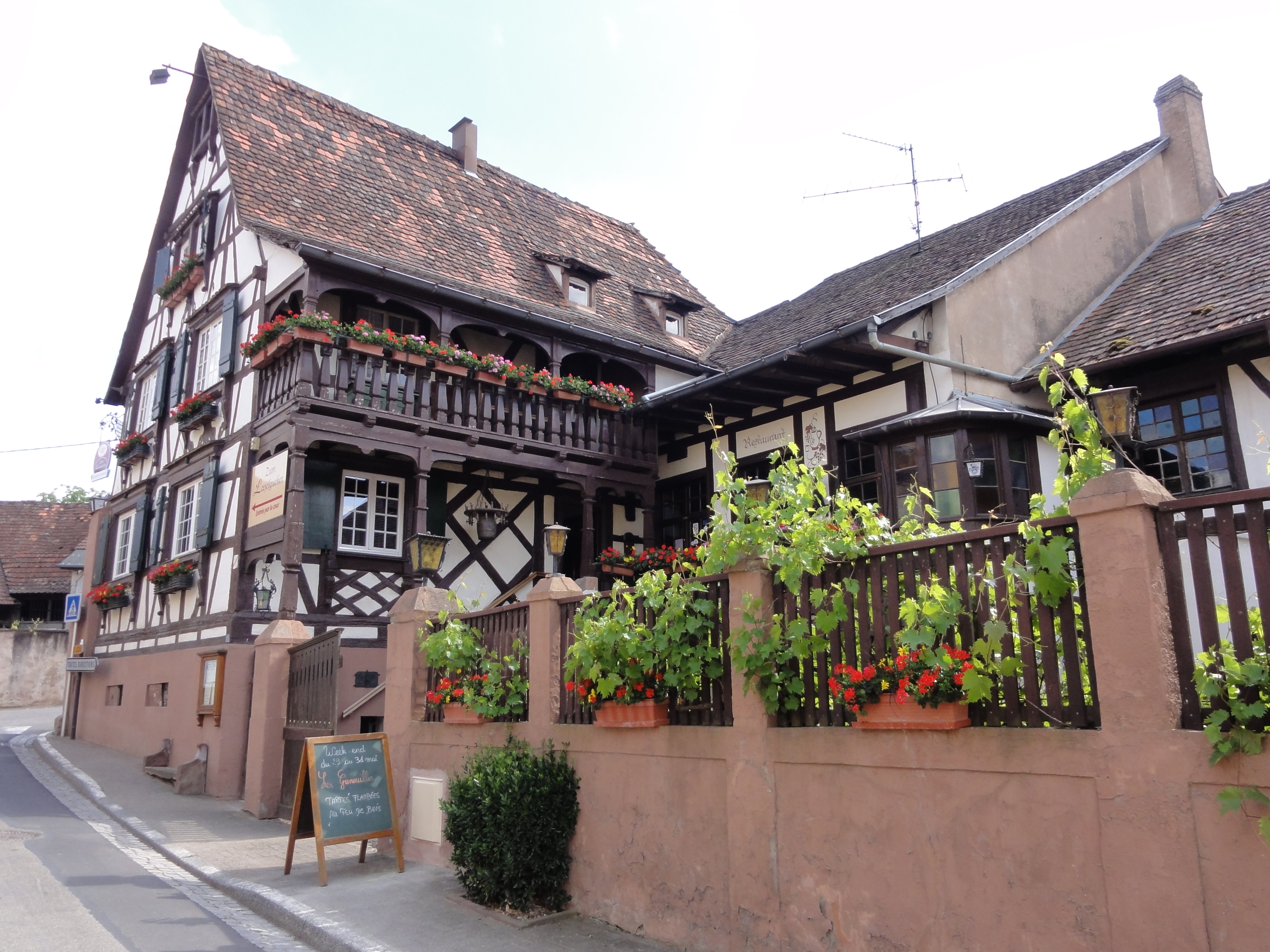
Historische Hofreite (16.–18. Jh.), heute: Restaurant
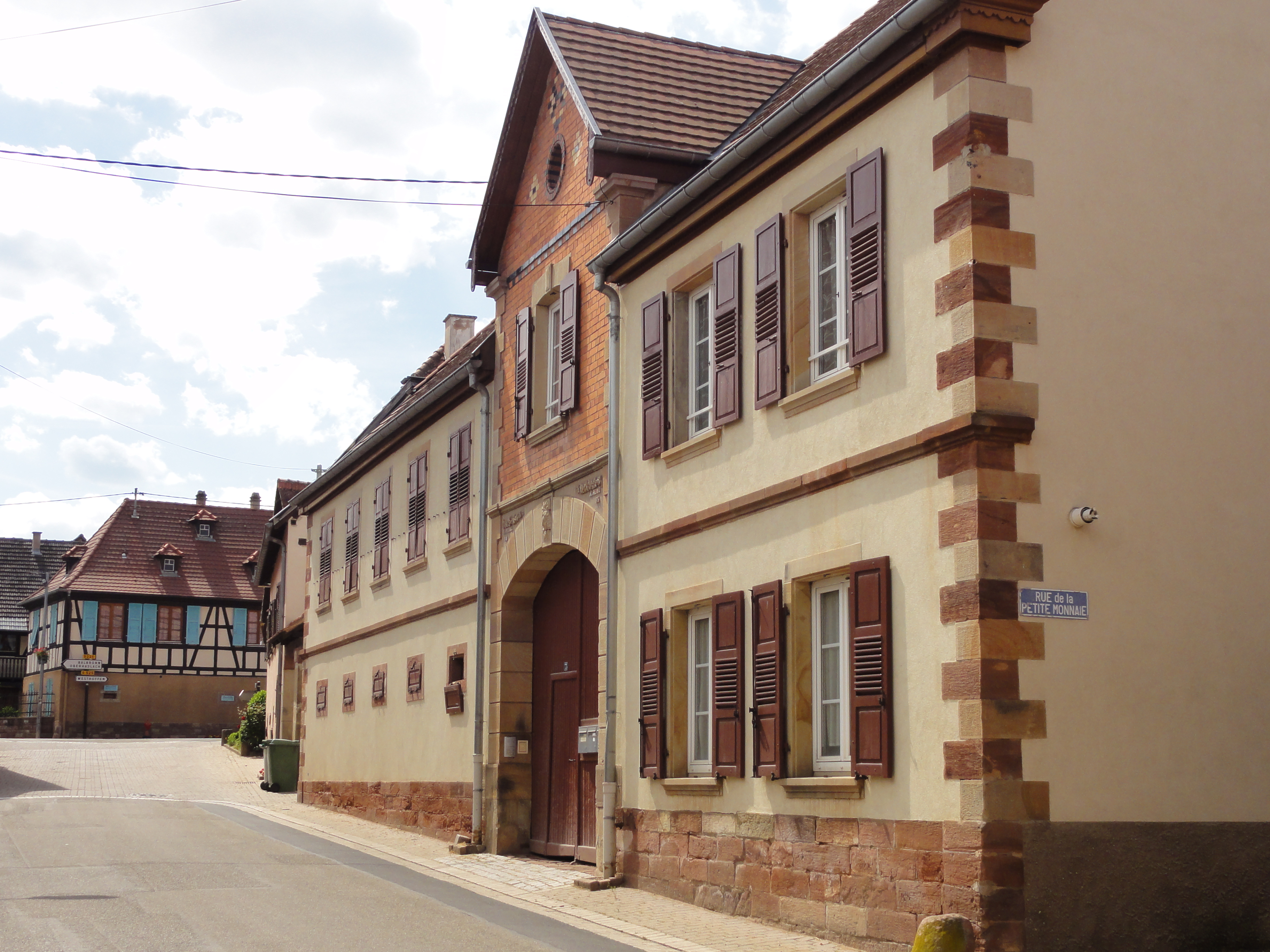
Hofreite (19. Jahrhundert)

## Persönlichkeiten
Joseph (Joe) Woerlin (* 9. Oktober 1864 in Traenheim; † 22. Juni 1919 in St. Louis, Vereinigte Staaten) war ein professioneller Baseballspieler, der 1895 bei dem damaligen Team Washington Senators spielte.

## Wirtschaft
Traenheim liegt an der Elsässer Weinstraße. Wichtige Erwerbszweige sind neben dem Weinbau der Obstanbau und die Viehzucht. Es gibt eine Weingenossenschaft und einen Weinlehrpfad vor Ort.